# La llum del nord
La llum del nord (títol original: Northern Lights) és una pel·lícula dels Estats Units dirigida per John Hanson i Rob Nilsson, estrenada el 1978. Ha estat doblada al català.

## Argument
El 1915, a Dakota del Nord, el granger d'origen suec Ray Sorenson (Robert Behling) organitza la populista Nonpartisan League com a resposta als bloquejos bancaris que amenacen la subsistència d'ell mateix i dels seus veïns.

## Repartiment
- Robert Behling: Ray Sorensen
- Susan Lynch: Inga Olsness
- Joe Spano: John Sorensen
- Marianna Åström-De Fina: Kari
- Ray Ness: Henrik Sorensen
- Helen Ness: Jenny Sorensen

## Premis
- Càmera d'or al Festival de Canes 1979